# Diak

Schematická značka diaku, značka S00649 podle normy IEC 60617DB (Databáze grafických značek)

Diak (z anglického diode for alternating current (DIAC) = dioda pro střídavý proud) je nelineární polovodičový spínací prvek se symetrickou VA charakteristikou. Do průrazného napětí (většinou okolo 30 V) je prakticky nevodivý. Při dosažení průrazného napětí, díky lavinovému průrazu, dojde ke zvýšení vodivosti a skokovému snížení úbytku napětí na diaku o jednotky voltu. K nevodivosti dojde snížením proudu pod přídržnou hodnotu, typicky reverzací napětí. Proud diakem, jak vybíjecí, tak i přídržný musí být omezen sériovým odporem.

## Vlastnosti
Diak má stejně jako tranzistor 3 polovodičové vrstvy uspořádané do dvou PN přechodů. Má však jen dva vývody, vyvedené ze stejného typu polovodiče. Může být typu NPN i PNP. Protože nezáleží na polaritě napětí, není potřebné označovat vývody.

### Funkce

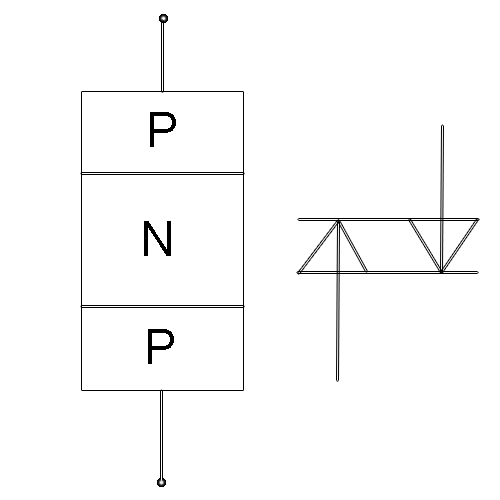
Diak typu PNP

Nejdůležitějším parametrem je tedy spínací napětí (značené většinou UB0), které se často pohybuje v řádech desítek voltů. Po překročení tohoto napětí dojde k lavinovému průrazu a diak začne vést proud.

### Použití
Nejčastěji se používá jako řídicí součástka pro spínání triaku v časovačích a relaxačních generátorech.